# Devon (Vorname)
Devon ist im englischen Sprachraum ein überwiegend männlicher Vorname irischen oder englischen Ursprungs.

## Namensträger

### Männlicher Vorname
- Devon Alexander (* 1987), US-amerikanischer Profiboxer
- Devon Bostick (* 1991), kanadischer Schauspieler
- Devon Gummersall (* 1978), US-amerikanischer Schauspieler
- Devon Kershaw (* 1982), kanadischer Skilangläufer
- Devon Maitozo (* 1975), US-amerikanischer Voltigierer
- Leland Devon Melvin (* 1964), US-amerikanischer Astronaut
- Devon Morris (* 1961), jamaikanischer Sprinter
- Devon Murray (* 1988), irischer Schauspieler
- Devon van Oostrum (* 1993), britischer Basketballspieler
- Devon Petersen (* 1986), südafrikanischer Dartspieler
- Devon Sawa (* 1978), kanadischer Filmschauspieler
- Devon Werkheiser (* 1991), US-amerikanischer Schauspieler

### Weiblicher Vorname
- Devon Aoki (* 1982), US-amerikanische Schauspielerin und Model
- Devon Michaels (* 1970), US-amerikanische Pornodarstellerin

### Künstlername
- Devon (Pornodarstellerin) (* 1977), US-amerikanische Pornodarstellerin